# Anahita samplexa
Anahita samplexa är en spindelart som beskrevs av Yin, Tang och Gong 2000. Anahita samplexa ingår i släktet Anahita och familjen Ctenidae. Inga underarter finns listade i Catalogue of Life.